# Basílica de San Nicolás (Bari)

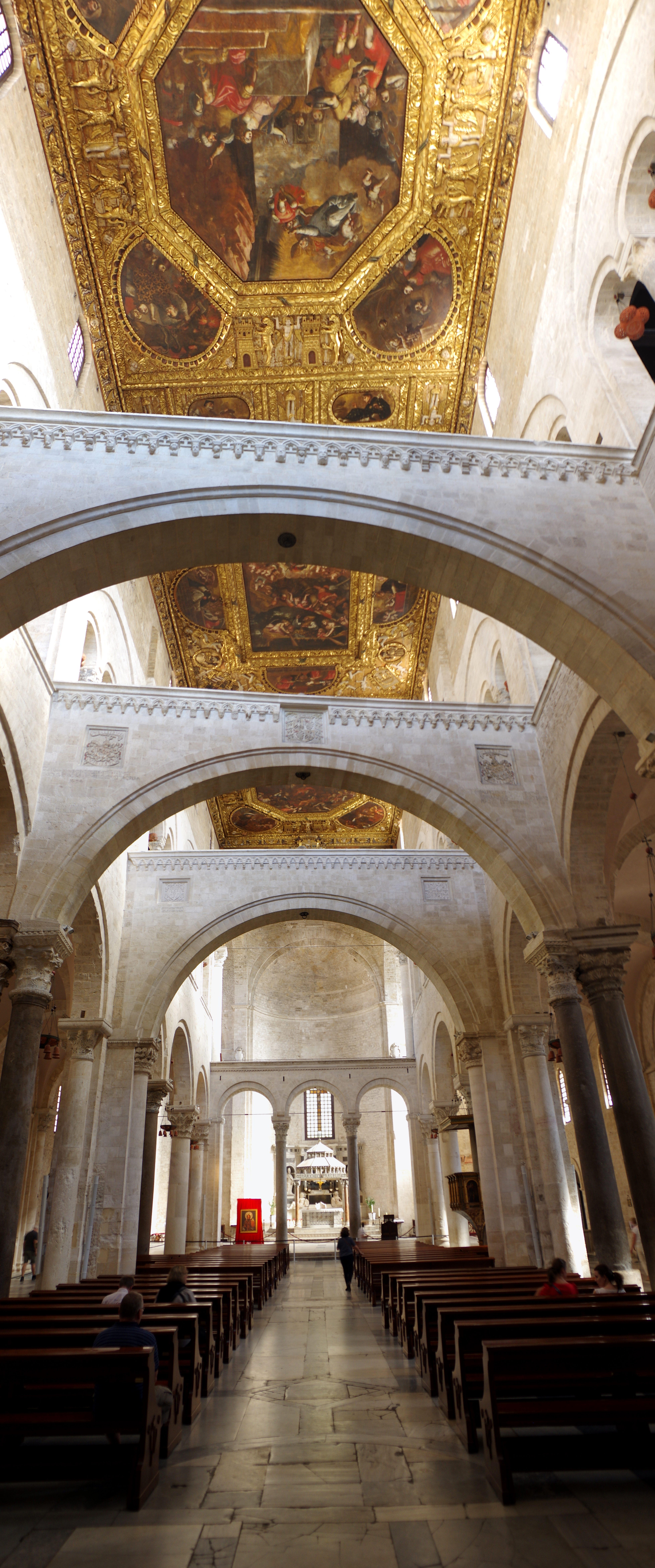
Interior de la basílica

La basílica de San Nicolás (en italiano: Basilica di San Nicola, en barese Chiìse de Sanda Necole) es una basílica menor católica italiana ubicada en Bari, Apulia y perteneciente a la jurisdicción de la Arquidiócesis de Bari-Bitonto. Posee el título de basílica menor desde tiempos inmemoriales, y es un importante sitio de peregrinación de italianos y ortodoxos de Europa Oriental.

La basílica formó parte temporalmente, entre 2006-2021, de un bien serial «Catedrales románicas de Apulia»,  recogido por Italia en su Lista Indicativa, paso previo a ser declarado patrimonio de la Humanidad. Fue retirado por el país en 2021.

## Historia
La basílica fue construida entre 1087 y 1197 durante el dominio ítalo-normando de Apulia en la zona que antes era el catapanato bizantino del cual Bari era sede. Su fundación se debe al traslado de las reliquias de san Nicolás en el santuario original de Myra, en lo que hoy es Turquía; pues cuando Myra fue tomada por los sarracenos, algunos vieron en ello la oportunidad de trasladar las reliquias del santo a un sitio más acogedor. Según cuenta la leyenda, el santo pasó por Bari en su camino hacia Roma y escogió la ciudad como el lugar en el cual sería enterrado. Después de que Bari y Venecia compitieran por custodiar las reliquias, la primera ciudad ganó y allí fueron llevadas pese a la vigilancia de los griegos y sus maestros musulmanes; y el 9 de mayo de 1087, llegaron a Bari de forma segura. Una nueva iglesia fue construida para albergar los restos de Nicolás y Urbano II estuvo presente durante la consagración de la cripta en 1089. Finalmente, el edificio fue consagrado oficialmente en 1197 con la presencia de importantes autoridades civiles y religiosas, y Elías, abad del cercano Monasterio de San Benito, fue nombrado arzobispo, y su cátedra aún está en la basílica.

## Basílica papal
En 1951 la Santa Sede encomendó a la Orden de Predicadores la atención pastoral del templo que, en 1968 fue elevado a la categoría de basílica papal. Desde entonces el templo ha adquirido un papel destacado en las actividades ecuménicas apoyándose a la devoción a San Nicolás de los fieles de las iglesias orientales.
Juan Pablo II, mediante la correspondiente Constitución Apostólica proporcionó una nueva ordenación canónica a la Basílica, cuya gestión corresponde a la Orden de Predicadores, bajo la protección directa de la Comisión de Cardenales para los Santuarios Pontificios de Pompeya, Loreto y Bari. El obispo de Bari-Bitonto actúa como Delegado Pontificio, y a él corresponde la representación legal de la Basílica. El Rector de la Basílica es el Príor de la comunidad religiosa de los Frailes Predicadores, constituida al servicio de la Basílica, su nombramiento se realiza de acuerdo con las Constituciones de la Orden, pero requiere la confirmación del Papa.